# Liste Swadesh du grec moderne
Liste Swadesh de 207 mots en français et en grec moderne.

## Présentation
Développée par le linguiste Morris Swadesh comme outil d'étude de l'évolution des langues, elle correspond à un vocabulaire de base censé se retrouver dans toutes les langues. Il en existe diverses versions, notamment :
- une version complète de 207 mots, dont certains ne se retrouvent pas dans tous les environnements (elle contient par exemple serpent et neige),
- une version réduite de 100 mots.

Il ne faut pas considérer cette liste de mots comme un lexique élémentaire permettant de communiquer avec les locuteurs de la langue considérée. Son seul but est de fournir une ouverture sur la langue, en en présentant des bases lexicales et si possible phonétiques.

## Liste
La transcription en caractères latins n'est pas destinée à représenter exactement la prononciation grecque, mais simplement à fournir une aide aux lecteurs ne maîtrisant pas l'alphabet grec.

### Orthographe
Lorsque les mots ont des formes multiples (conjugaison des verbes, accords en genre ou en nombre, déclinaisons), l'orthographe retenue est la suivante :
- verbes : première personne du présent de l'indicatif
- autres mots : masculin, singulier, nominatif (sujet)

Pour les cas particuliers (nom féminin ou neutre, nom toujours au pluriel par exemple), c'est la forme courante qui est utilisée.